# 巴富萨姆竞技足球俱乐部
巴富萨姆竞技足球俱乐部（Racing FC Bafoussam） 是位于喀麦隆巴富萨姆的职业足球俱乐部。球队曾经在1980年代末至1990年代初四次夺得喀麦隆联赛的冠军，但在2006赛季球队联赛排名为16支球队的第15位，从而降入低级别联赛之中。俱乐部的主体育场为巴曼迪兹市立体育场。

## 球队荣誉
- 喀麦隆足球甲级联赛: 4次

1989年,1992年,1993年,1995年
- 喀麦隆杯: 1次

1996年